# 亘理宗根
亘理 宗根（わたり むねもと）は、江戸時代前期の仙台藩士。高清水亘理家初代当主。

## 生涯
慶長5年（1600年）、伏見にて仙台藩初代藩主・伊達政宗の庶子として誕生した。母は愛妾の香の前。
香の前は初め豊臣秀吉の愛妾であったが政宗に下賜され、政宗と香の前の間には1女1男が生まれたが、そのうちの男子が宗根である。宗根誕生後の慶長7年（1602年）、香の前は茂庭綱元に下げ渡され、その側室となった。この時、宗根は同母姉の津多と共に綱元の実子扱いで養育されることになったので、当初は茂庭又四郎と名乗った。
慶長11年（1606年）、栗原郡高清水城にて隠居していた亘理氏前当主・亘理重宗の末娘を娶って婿養子となり、亘理氏の名跡を相続して亘理宗根と名乗った。高清水城は宝暦7年（1757年）に5代当主・倫篤が佐沼城に移されるまでの150年間、亘理氏の居城となった。これに併せて、既に亘理氏宗家当主の地位を相続していた涌谷城主・亘理定宗には、代わりに伊達姓を名乗ることが許されている（涌谷伊達家）。
慶長20年（1615年）の大坂夏の陣に従軍した際には、家来の牧野半助と共に奮戦して大野治長配下の部将・中川隼人を討ち取る武功を挙げ、翌元和2年（1616年）には正式に重宗の隠居領1,000石の相続を許され、併せて栗原郡沼崎・鶯沢に加増地を拝領した。元和4年（1618年）には母・香の前を高清水に迎え入れて最期まで孝養を尽くし、香の前の17回忌となる明暦2年（1656年）には、その墓所に亘理氏の菩提寺となる安楽寺を開基した。
寛文9年（1669年）10月26日死去。享年70。嫡孫の宗喬が家督を相続した。

## 系譜
- 父：伊達政宗（1567年 - 1636年）
- 母：香の前（1577年 - 1641年） - 種、香姫、高田次郎右衛門の長女
- 養父：茂庭綱元（1549年 - 1640年）→亘理重宗（1552年 - 1620年）
- 同母姉：津多 - 原田宗資正室、原田宗輔の母
- 異母兄弟
  - 男子：伊達秀宗
  - 女子：五郎八姫
  - 男子：伊達忠宗
  - 男子：伊達宗清
  - 男子：伊達宗泰
  - 男子：伊達宗綱
  - 男子：伊達宗信
  - 男子：伊達宗高
  - 女子：牟宇姫
  - 男子：竹松丸
  - 男子：伊達宗実
  - 女子：岑姫
  - 男子：伊達宗勝
  - 女子：千菊姫
- 正室：榮頌院 - 亘理重宗の娘
  - 男子：亘理宗廣（1624年 - 1701年）
- 生母不明の子女
  - 男子：各務利静 - 各務利稠の養子

```
　　　　　　原田宗資
伊達政宗　　　┣━━━━原田宗輔
　┃　　　┏津多　　
　┣━━━┫　　　　　　
　┃　　　┗亘理宗根　┏亘理宗広━━亘理宗喬
香の前　　　　┣━━━┫
　　　　　┏女子　　　┗各務利静
亘理重宗━┫
　　　　　┗伊達定宗━━伊達宗重

```